# Shasta Cascade

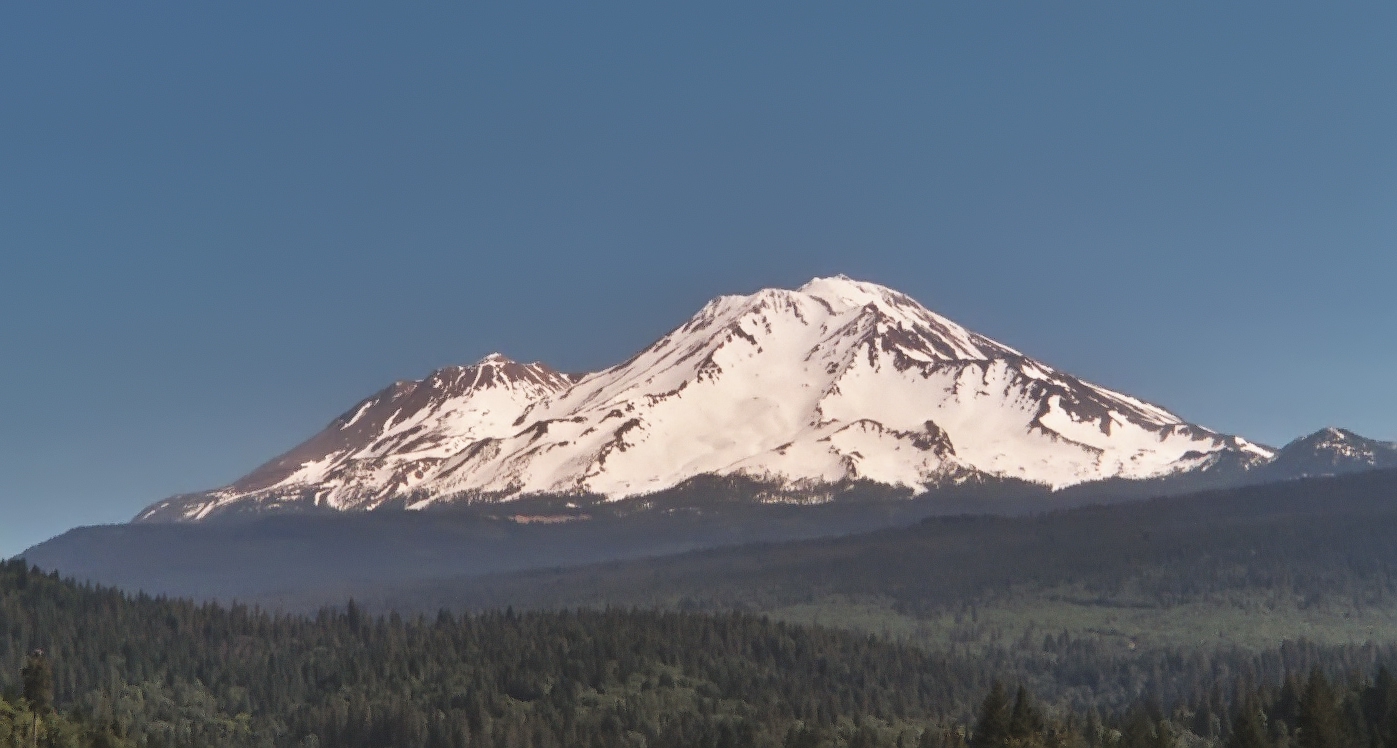
Mount Shasta is het geografische en symbolische hart van de regio Shasta Cascade

Shasta Cascade is een streek in de Amerikaanse staat Californië. De Shasta Cascades bevinden zich in het uiterste noorden van de staat en het gebied grenst aan Oregon in het noorden en Nevada in het oosten. Ten zuiden van de Shasta Cascades ligt de Central Valley en het gebergte Sierra Nevada. Midden in het gebied ligt Mount Shasta, een 4319 meter hoge slapende vulkaan. De vulkaan maakt geologisch deel uit van de Californische Cascade Range, in de buurt van de Trinity Alps.
De stad Redding is de officieuze hoofdstad van de regio Shasta Cascade. County's die traditioneel onder Shasta Cascade gerekend worden, zijn Butte, Lassen, Modoc, Plumas, Shasta, Siskiyou, Tehama en Trinity.
De dichter Joaquin Miller heeft dit gebied in de jaren 1870 in detail beschreven in zijn roman, Life Amongst the Modocs, gebaseerd op de ervaringen die hij opdeed toen hij aan de voet van Mount Shasta woonde.